# Franz Tschischka
Franz Tschischka (auch: Žiška, Ziska; * 18. November 1786 in Wien; † 15. November 1855 ebenda) war ein österreichischer Kulturhistoriker und Volksliedsammler. Spätestens ab 1832 publizierte er nur noch unter der Namensform Tschischka.

## Leben und Werk
Tschischka besuchte das Josefstädter Gymnasium und trat 1804 in den Kanzleidienst des Magistrats der Stadt Wien ein. 1811 erhielt er das taxfreie Bürgerrecht der Stadt Wien.
Angeregt durch die Brüder Grimm, Johann Gustav Gottlieb Büsching, Friedrich Heinrich von der Hagen und Bernhard Joseph Docen, beschäftigte er sich mit germanistischer Sprachforschung. Mit Julius Maximilian Schottky unternahm er 1817/18 eine Forschungsreise zur Sammlung österreichischer Volkslieder und Märchen. Die 1819 von Tschischka und Schottky herausgegebene Volksliedsammlung, die noch 1967 von Leopold Schmidt als „Kronjuwel unserer Volksliedsammlung“ bezeichnet wurde, hatte nachhaltige Wirkung. Sie vermochte mehrere zeitgenössische Schriftsteller und Musiker, darunter Ludwig van Beethoven, Ignaz Franz Castelli, Anton Diabelli und Johann Gabriel Seidl, zu motivieren, sich auch der mündlichen Überlieferung zuzuwenden. 1822 legte Tschischka seine Sammlung österreichischer Volksmärchen vor. Es folgten Veröffentlichungen über den Wiener Stephansdom sowie zur Geschichte Wiens.
1828 wurde Tschischka Direktor des Wiener Stadtarchivs. 1832 bis 1834 redigierte Tschischka die Beiträge zur Landeskunde von Oesterreich unter der Enns, in denen er auch selbst verschiedene Arbeiten zur Mundartkunde veröffentlichte. 1847, im Jahr seiner Pensionierung, veröffentlichte er seine Geschichte der Stadt Wien.
Er starb kurz vor seinem 69. Geburtstag an der Cholera und wurde auf dem Grinzinger Friedhof beerdigt.

## Schriften
- mit Julius Max Schottky: Oesterreichische Volkslieder mit ihren Singeweisen. Pest 1819 (Digitalisat in der Google-Buchsuche); 2. Auflage (hier Singweisen geschrieben) ebd. 1844 (Digitalisat in der Google-Buchsuche). Nachdruck der 1. Aufl. Wien 1969, OCLC 68235799 (mit biographischem Nachwort von Leopold Schmidt).
- Oesterreichische Volksmärchen. 1822 (Digitalisat in der Google-Buchsuche), Neuausgabe hrsg. von Emil Karl Blümml 1906.
- Der St. Stephans Dom in Wien und seine alten Kunstdenkmale. 1832 (Digitalisat in der Google-Buchsuche).
- Der Gefährte auf Reisen in dem österreichischen Kaiserstaate. F. Beck, 1834 (Digitalisat in der Google-Buchsuche).
- Kunst und Alterthum in dem österreichischen Kaiserstaate. Beck, 1836 (Digitalisat in der Google-Buchsuche).
- Die Metropolitankirche zu St. Stephan in Wien. Gerold, Wien 1843 (Digitalisat in der Google-Buchsuche).
- Geschichte der Stadt Wien. 1847 (Digitalisat in der Google-Buchsuche), 2. Auflage 1853.
- als Hrsg.: Johann Pezzl: Beschreibung von Wien. 6.–8. Auflage 1823–41 (Digitalisat der 7. Auflage 1826; Digitalisat der 8. Auflage 1841).
- als Hrsg.: Johann Pezzl: Chronik von Wien. 1824 (Digitalisat in der Google-Buchsuche), 2. Auflage 1842.